# Luis Galván
Luis Galván   (Fernández, 24 de febrer de 1948 - Córdoba, 5 de maig de 2025) va ser un futbolista argentí. Va formar part de l'equip argentí a la Copa del Món de 1978.